# شينون ويليامز
شينون أنطوان ويليامز (بالإنجليزية: Sheanon Antoine Williams)‏ (مواليد 17 مارس 1990 ب‍بوسطن في الولايات المتحدة - ) هو لاعب كرة قدم أمريكي في مركز الدفاع. شارك مع منتخب الولايات المتحدة تحت 17 سنة لكرة القدم ومنتخب الولايات المتحدة تحت 20 سنة لكرة القدم. أما مع النوادي، فقد لعب مع فيلادلفيا يونيون وهيوستن دينامو وNorth Carolina Fusion U23 ‏ ونادي بان.

## وصلات خارجية
- شينون ويليامز على موقع الاتحاد الدولي (مؤرشف)  (الإنجليزية)
- شينون ويليامز على موقع الدوري الأمريكي (الإنجليزية)
- شينون ويليامز على موقع قاعدة بيانات كرة القدم.إي يو (الإنجليزية)
- شينون ويليامز على موقع Soccerbase.com (لاعب) (الإنجليزية)
- شينون ويليامز على موقع AS.com (الإسبانية)